# Leichtathletik-Länderkampf der Männer 1955 BR Deutschland – Frankreich
| 14. Leichtathletik-Länderkampf mit bundesdeutscher Beteiligung 1955 | 14. Leichtathletik-Länderkampf mit bundesdeutscher Beteiligung 1955 |               |
| ------------------------------------------------------------------- | ------------------------------------------------------------------- | ------------- |
|                                                                     |                                                                     |               |
| Ländervergleich der Männer: BR Deutschland – Frankreich             |                                                                     |               |
| Austragungsort                                                      | Hannover                                                            |               |
| Wettbewerbe                                                         | 20                                                                  |               |
| Datum                                                               | 17./18. September 1955                                              |               |
| 1. FRG 2. FRA                                                       | 122 P 089 P                                                         |               |
| Chronik                                                             |                                                                     |               |
| ← SWE-FRG (M)                                                       | FRG-ITA (M) →                                                       | FRG-ITA (M) → |

Im vierzehnten Vergleich des Länderkampfjahres 1955 standen Deutschlands Leichtathleten zum nun fünfzehnten Mal den Sportlern aus Frankreich gegenüber. Am 17./18. September wurde die Begegnung in Hannover ausgetragen.

## Wettbewerbe und Modus
Wie in den meisten Länderkämpfen der laufenden Saison wurden an den beiden Veranstaltungstagen fast schon standardmäßig zwanzig Disziplinen ausgetragen. Aus dem olympischen Wettbewerbskatalog fehlten nur der Marathonlauf, die beiden Gehdisziplinen und der Zehnkampf. Gewertet wurde in den Einzeldisziplinen nach dem Standardsystem, in den Staffeln mit fünf zu zwei Punkten.

## Ergebnis
Dreizehn Disziplinwertungen bei acht Doppelerfolgen gingen an die bundesdeutschen Leichtathleten. Dagegen standen sieben Wettbewerbe, die Frankreichs Sportler sich bei zwei Doppelerfolgen sicherten. Damit errang die Bundesrepublik Deutschland mit 122 zu 89 Punkten den fünfzehnten Erfolg in diesen Aufeinandertreffen.

## Legende
Kurze Übersicht zur Bedeutung der Symbolik – so üblicherweise auch in sonstigen Veröffentlichungen verwendet:
| NMH | keine Höhe (No Mark)  |
| ogV | ohne gültigen Versuch |

## Resultate

### 100 m
| Platz | Athlet              | Land | Zeit (s) |
| ----- | ------------------- | ---- | -------- |
| 1     | Heinz Fütterer      | FRG  | 10,4     |
| 2     | Manfred Germar      | FRG  | 10,5     |
| 3     | René Bonino         | FRA  | 10,8     |
| 4     | Constantin Lissenko | FRA  | 10,8     |

Datum: 17. September

### 200 m
| Platz | Athlet                   | Land | Zeit (s) |
| ----- | ------------------------ | ---- | -------- |
| 1     | Carl Kaufmann            | FRG  | 21,3     |
| 2     | Leonhard Pohl            | FRG  | 21,7     |
| 3     | Jean-Paul Martin du Gard | FRA  | 22,0     |
| 4     | Jacques Degats           | FRA  | 22,2     |

Datum: 18. September

### 400 m
| Platz | Athlet          | Land | Zeit (s) |
| ----- | --------------- | ---- | -------- |
| 1     | Jacques Degats  | FRA  | 48,6     |
| 2     | Pierre Haarhoff | FRA  | 48,7     |
| 3     | Kurt Bonah      | FRG  | 48,7     |
| 4     | Karl Blümmel    | FRG  | 48,8     |

Datum: 17. September

### 800 m
| Platz | Athlet          | Land | Zeit (min) |
| ----- | --------------- | ---- | ---------- |
| 1     | Friedel Stracke | FRG  | 1:51,8     |
| 2     | Horst Liell     | FRG  | 1:52,1     |
| 3     | René Djian      | FRA  | 1:53,7     |
| 4     | Ahmed Lazreg    | FRA  | 1:55,4     |

Datum: 17. September

### 1500 m
| Platz | Athlet         | Land | Zeit (min) |
| ----- | -------------- | ---- | ---------- |
| 1     | Werner Lueg    | FRG  | 3:47,8     |
| 2     | Werner Bumann  | FRG  | 3:52,4     |
| 3     | Michel Bernard | FRA  | 3:53,2     |
| 4     | Sottin         | FRA  | 3:59,4     |

Datum: 18. September

### 5000 m
| Platz | Athlet           | Land | Zeit (min) |
| ----- | ---------------- | ---- | ---------- |
| 1     | Heinz Laufer     | FRG  | 14:36,2    |
| 2     | Walter Konrad    | FRG  | 14:38,0    |
| 3     | Ahmed Ben Labidi | FRA  | 14:47,6    |
| 4     | Maurice Chiclet  | FRA  | 14:48,8    |

Datum: 17. September

### 10.000 m
| Platz | Athlet         | Land | Zeit (min) |
| ----- | -------------- | ---- | ---------- |
| 1     | Alain Mimoun   | FRA  | 29:51,2    |
| 2     | Herbert Schade | FRG  | 30:10,0    |
| 3     | Ben Aïssa      | FRA  | 31:02,8    |
| 4     | Fritz Hänsch   | FRG  | 31:11,8    |

Datum: 18. September

### 110 m Hürden
| Platz | Athlet              | Land | Zeit (s) |
| ----- | ------------------- | ---- | -------- |
| 1     | Bert Steines        | FRG  | 14,3     |
| 2     | Philippe Candau     | FRA  | 14,6     |
| 3     | Karl-Ernst Schottes | FRG  | 14,7     |
| 4     | Michel Chardel      | FRA  | 14,9     |

Datum: 17. September

### 400 m Hürden
| Platz | Athlet        | Land | Zeit (s) |
| ----- | ------------- | ---- | -------- |
| 1     | Robert Bart   | FRA  | 53,1     |
| 2     | Guy Cury      | FRA  | 53,1     |
| 3     | Werner Möller | FRG  | 53,1     |
| 4     | Kurt Bonah    | FRG  | 53,4     |

Datum: 18. September

### 3000 m Hindernis
| Platz | Athlet           | Land | Zeit (min) |
| ----- | ---------------- | ---- | ---------- |
| 1     | Günter Heßelmann | FRG  | 9:09,4     |
| 2     | Walter Müller    | FRG  | 9:15,8     |
| 3     | Julien Soucours  | FRA  | 9:18,0     |
| 4     | Ahmed Ben Labidi | FRA  | 9:43,6     |

Datum: 18. September

### 4 × 100 m Staffel
| Platz | Besetzung      | Land                                                       | Zeit (s) |
| ----- | -------------- | ---------------------------------------------------------- | -------- |
| 1     | BR Deutschland | Lothar Knörzer Carl Kaufmann Heinz Fütterer Manfred Germar | 41,0     |
| 2     | Frankreich     | Alain David Constantin Lissenko Yves Camus René Bonino     | 42,3     |

Datum: 17. September

### 4 × 400 m Staffel
| Platz | Besetzung      | Land                                                                 | Zeit (min) |
| ----- | -------------- | -------------------------------------------------------------------- | ---------- |
| 1     | Frankreich     | René Galland Jean-Paul Martin du Gard Jacques Degats Pierre Haarhoff | 3:11,7     |
| 2     | BR Deutschland | Friedel Stracke Horst Liell Helmut Dreher Karl Blümmel               | 3:11,8     |

Datum: 18. September

### Hochsprung
| Platz | Athlet                   | Land | Höhe (m) |
| ----- | ------------------------ | ---- | -------- |
| 1     | Maurice Fournier         | FRA  | 1,90     |
| 2     | Hans-Jürgen Jenss        | FRG  | 1,90     |
| 3     | Werner Bähr              | FRG  | 1,85     |
| 4     | Jean-Pierre Le Guéhennec | FRA  | 1,85     |

Datum: 17. September

### Stabhochsprung
| Platz | Athlet           | Land | Höhe (m) |
| ----- | ---------------- | ---- | -------- |
| 1     | Victor Sillon    | FRA  | 4,10     |
| 2     | Julius Schneider | FRG  | 4,00     |
| 3     | Cheuillard       | FRA  | 3,90     |
| NMH   | Willi Reißmann   | FRG  | ogV      |

Datum: 18. September
Willi Reißmann scheiterte dreimal an seiner Anfangshöhe von 3,80 m.

### Weitsprung
| Platz | Athlet         | Land | Weite (m) |
| ----- | -------------- | ---- | --------- |
| 1     | Ronald Krüger  | FRG  | 7,48      |
| 2     | Heinz Oberbeck | FRG  | 7,15      |
| 3     | René Cucuat    | FRA  | 6,97      |
| 4     | de la Garlière | FRA  | 6,61      |

Datum: 17. September

### Dreisprung
| Platz | Athlet              | Land | Weite (m) |
| ----- | ------------------- | ---- | --------- |
| 1     | Pierre William      | FRA  | 14,80     |
| 2     | Theo Strohschnieder | FRG  | 14,75     |
| 3     | Walter Mahlendorf   | FRG  | 14,26     |
| 4     | Serge Gaiddon       | FRA  | 14,14     |

Datum: 18. September

### Kugelstoßen
| Platz | Athlet             | Land | Weite (m) |
| ----- | ------------------ | ---- | --------- |
| 1     | Karl-Heinz Wegmann | FRG  | 16,22     |
| 2     | Raymond Thomas     | FRA  | 15,83     |
| 3     | Hermann Lingnau    | FRG  | 15,45     |
| 4     | Gérard Ernst       | FRA  | 14,21     |

Datum: 18. September

### Diskuswurf
| Platz | Athlet        | Land | Weite (m) |
| ----- | ------------- | ---- | --------- |
| 1     | Günther Noack | FRG  | 49,08     |
| 2     | Jean Darot    | FRA  | 48,17     |
| 3     | Martin Bührle | FRG  | 47,55     |
| 4     | Jean Maissant | FRA  | 43,50     |

Datum: 17. September

### Hammerwurf
| Platz | Athlet         | Land | Weite (m) |
| ----- | -------------- | ---- | --------- |
| 1     | Karl Storch    | FRG  | 56,89     |
| 2     | Hugo Ziermann  | FRG  | 56,52     |
| 3     | Guy Husson     | FRA  | 56,02     |
| 4     | Pierre Legrain | FRA  | 50,38     |

Datum: 18. September

### Speerwurf
| Platz | Athlet           | Land | Weite (m) |
| ----- | ---------------- | ---- | --------- |
| 1     | Hermann Rieder   | FRG  | 67,56     |
| 2     | Michel Macquet   | FRA  | 62,25     |
| 3     | Friedel Schirmer | FRG  | 56,03     |
| 4     | Cheuillard       | FRA  | 41,46     |

Datum: 17. September